# کارخانه آرگو
موزه کارخانه آرگو که در دهه‌های ۱۳۴۰ و ۱۳۵۰ از کارخانه‌های فعال تولید نوشیدنی در ایران بود و از اولین کارخانه‌های صنعتی در ایران است. کارخانه با معماری ویژه‌اش در مرکز شهر، تقریبا ساختمانی مخروبه به حساب می آمد و به مدت چهل سال متروکه ماند.

## تاریخچه

### تاسیس شرکت آرگو
شرکت آرگو (A.R.G.O) در سال ۱۳۰۹ به عنوان شرکت نوشیدنی آبجو الکلی در ایران تاسیس شد و محصولات خود را با نام آرگو عرضه کرد. اولین کارخانه آرگو  پایین تر از میدان فردوسی در خیابان کوشک (تقوی کنونی) ساخته شد. دومین کارخانه آرگو نیز در دهه ۳۰ شمسی در مهرآباد جنوبی بنا شد و جایگزین کارخانه تعطیل شده آرگو در فردوسی شد.

### نقل مکان کارخانه
در اواسط دوره‌ی پهلوی با افزایش جمعیت تهران، تقسیم باغ‌ها و تراکم بیشتر بافت مسکونی باعث افزایش همسایگان آرگو شد، همسایه‌هایی که با ارسال شکواییه و امضای طومار نسبت به بوی نا مطبوع حاصل از تخمیر  و تولید الکل و آلودگی هوا شکایت می‌کردند.
در پی بالا گرفتن این شکایات، در سال ۱۳۳۲ دکتر مصدق قانونی برای خروج کارخانه‌های رسومات از داخل شهر را به تصویب رساند. تا پنج سال بعد همه کارخانه‌های مشروب‌سازی تهران تعطیل و به خارج از شهر در آن زمان (مهرآباد جنوبی) منتقل شدند و کارخانه آرگو به مغازه آرگو تبدیل شد.

### انقلاب سال ۱۳۵۷
تولید آبجوی آرگو  تا روزهای پایانی منتهی به  انقلاب اسلامی ادامه داشت و کارخانه آرگو  مهرآباد در تاریخ ۹ بهمن ۱۳۵۷ توسط مردم به آتش کشیده شد و برند آن بلااستفاده ماند. سال ۱۳۹۹ برند آرگو توسط شرکت کسل نوش خریداری شد و به عنوان آبجوی دست ساز غیر الکلی (حلال) عرضه می‌شود.

## جوایز و افتخارات
در سال ۲۰۲۲ موزه کارخانه آرگو در تهران در میان پنج اثر برگزیده جایزه معماری آقاخان قرار گرفت. 
همچنین در همان سال این موزه کارخانه به عنوان ساختمان فرهنگی سال توسط مجله دزین به عنوان برگزیده نهایی معرفی شد.